# Baginton Castle
Baginton Castle var ett slott i Storbritannien. Det fanns i grevskapet Warwickshire och riksdelen England, i den södra delen av landet. Platsen ligger 77 meter över havet.
Trakten runt Baginton Castle består till största delen av jordbruksmark.